# 三等分
三等分（さんとうぶん）は、かつて存在していた日本の女性お笑いコンビ（お笑いトリオ）。松竹芸能に所属していた。

## メンバー
- みよ（本名:山中美代子、1983年12月13日 - ）

ツッコミ、リーダー担当。
東京都出身。血液型B型。
かつては同じ中学校、高校の同級生だった宮島里奈とのコンビ『マンゴスティン』のメンバーとして活動、浅井企画に所属。マンゴスティンは相方・宮島の結婚、妊娠により2008年3月から活動休止の後（その間山中がピンで活動）、同年10月に解散。浅井企画の芸能人女子フットサルチーム『ASAI RED ROSE』に2008年12月7日まで所属。
学生時代は陸上部に所属、長距離の選手だった。
英語検定準2級、メイド検定2級のそれぞれの資格を持っている。
最初、三等分では『みよこ』と名乗っていたが、2009年3月22日から『みよ』と改め、2013年11月のちーちゃん脱退後ピン芸人となった後は『三等分みよ』、2015年2月から芸名は『みよこ』になった。
その他詳細はみよこの項目を参照。
- ちーちゃん（本名:中野千絵、1984年3月8日 - ）

ボケ担当。
群馬県出身。血液型はO型。
群馬県立前橋工業高等学校卒業。
高校生時代は空手部であり、空手は2段の資格を持っている。ボイラー取扱者の資格もある。
角田信朗の大ファン。
かつては、東京アナウンス学院お笑いタレント科で同級生だった足立栄美子（みい、現・すきっぱマーチ）とのコンビ『ブルームフラワー』のメンバーとして活動、所属していた事務所はプロダクションノータイトル → エキサイティング・トリガー（2007年3月から）。ブルームフラワーは2008年8月末に解散。
14歳の時に吉本新喜劇のオーディションを受け、最終選考まで残っていたことがあった。
最初、三等分では『チエ』と名乗っていたが、2009年3月22日から『ちーちゃん』と改めた。
目の黒い部分が大きいのが特徴。
- たま子（本名:坂口瑞子、1975年1月18日 - ）

ボケ担当。
熊本県出身。血液型O型。身長175cm、体重110kg、スリーサイズはB110cm、W120cm、H110cm。
肥満予防健康管理士の資格を持っている。
2005年4月から快 信孝とのコンビ『フリーサイズ』のメンバーとして活動、浅井企画所属。2008年8月末に解散（その後元相方の快は、羽原なおみとのコンビ『チックタックブーン』を結成）。みよと同じく『ASAI RED ROSE』に2008年12月7日まで所属。
剣道は三段。
若藤親方（元・皇司）他、入間川部屋と親交があり（時々ブログでも記されている）、相撲観戦が趣味でもある。
三等分脱退後は「肥満予防健康管理士芸人・タマ子」として、ピンで活動。2010年7月より、株式会社KP所属。
トリオ時代では、みよが■青、ちーちゃんが■赤、たま子が■黄色と色分けされた衣装で出演したことが多かった。なお、ネタによっては青、黄、赤のそれぞれのカラーではない衣装で出演したこともあった。コンビになってからは、特に色分けされた衣装ではないことが多くなっている。

## 略歴・芸風
- 2008年中にメンバー3人のそれぞれのコンビが解散、その中からみよ（山中美代子、元『マンゴスティン』）、たまこ（元『フリーサイズ』）、ちーちゃん（中野千絵、元『ブルームフラワー』）により2009年1月に結成。三等分としての初のライブ出演は2009年2月11日の『三波伸一の凸凹大楽園』（中野・橋場公会堂）だった。
- 2009年11月29日に、結成後初となる単独ライブ『残り者には福がある』を、東京・新宿バイタスで行った。
- トリオ時代の主なネタには、どっちにしようかという悩みを持つみよの所へ「二択でルンルン、二択でルンルン、お悩み解決、ルルルン」と言って他の二人が現れ、そのたまことちーちゃんとで二択の対決をするというコントを演じるものがあった。また、「いつでもどこでも三等分!」という定番のセリフがあった。
- 2010年2月にたま子が体調不良により脱退[9]。以後も「三等分」の名前のままで、コンビで活動を継続。
- 二人になってからは、「いつもは二人で半分ずっこ、今日はあなたと三等分」というキャッチコピーを自ら付けている。また、ちーちゃんがみよを「綾戸智恵」といじってネタにすることも多く、みよも綾戸智恵の物真似でネタ披露することもある[10]。
- 2010年12月に、松竹芸能所属になったことが発表された[11]。
- 2010年5月から瞬間メタルと一緒に、相撲をテーマにトークをするライブ『うっちゃりトーク』（第一回＝“初場所”は2010年5月23日）を行っている[12]。
- 2013年11月2日のライブ『MUSIC-ECO-＃55』（東京・高田馬場live cafe MONO）を最後にちーちゃんが脱退したことにより、コンビでの活動を終了[2]、みよは『三等分みよ』としてピン芸人となる。みよは2015年2月から芸名を『みよこ』に変更。

## 出演

### テレビ
- 美しき青木・ド・ナウ （テレビ朝日） - 2009年6月29日、ちーちゃん（中野）のみ
- 夜遊びメールバトル水曜 （あっ!とおどろく放送局） - 2009年8月12日、11月18日、11月25日、2010年2月3日各日深夜
- イツザイS （テレビ東京） - 2009年10月26日深夜、『インディーズ芸人オーディション』
- 夜遊びメールバトル水曜 （あっ!とおどろく放送局） - 2010年7月7日-7月28日
- 一緒に食べよ♪（金曜） （あっ!とおどろく放送局） - 2010年10月8日、11月12日-2011年3月25日
- 一緒に育てよ♪ふれ愛ドル 金曜 （あっ!とおどろく放送局） - 2010年10月8日-2011年3月25日
- 六本木★ナイト2（スティッカムTV） - 2010年4月 - 2010年9月
- さん・いち・ご☆ちゃんねる（スティッカムTV） - 2010年10月 - 2011年4月
- スマイル学園の「たいへんよくできました!!」 （あっ!とおどろく放送局） - 2011年4月7日-
- 神々の勲章（フジテレビ）- 2011年11月18日
- とーぶん!三等分!!（スティッカムTV）
- 有吉・オリラジの不思議な結婚相談所（フジテレビ）- 2012年12月9日、ちーちゃんのみ
- 芸人報道（日本テレビ）- 2013年4月23日、みよのみ

### ラジオ
- ホームランバカ(横綱)〜ヤンキーとアイドルの間〜（FMうらやす） - 2009年6月1日

### ライブ
- ワタナベエンターテインメントライブ『STEP!STEP!STEP!』
- 下克上ライブ
- 浅草21世紀ライブ
- MUSIC-ECO
- 三波伸一の凸凹大楽園

他

### 舞台
- ザ☆夕方カレー 第1回プロデュース公演『スプーンおじさん』（2009年7月10日〜7月12日、ちーちゃんのみ）
- ザ☆夕方カレー 第2回プロデュース公演『トレジャーボックス』（2010年6月25日〜7月27日、ちーちゃんのみ）
- ザ☆夕方カレー 第4回プロデュース公演『Just you and me』（2011年10月28日〜10月30日）
- ザ☆夕方カレー 第3回（復活）プロデュース公演『サヨナラ雪』（2012年3月25日〜3月28日）